# Schlichting
Schlichting ist eine Gemeinde im Kreis Dithmarschen in Schleswig-Holstein.

## Geografie
Das landwirtschaftlich geprägte Reihendorf liegt an der Grenze einer Moorniederung zwischen Hennstedt und Lunden und der Eidermarsch in der Eider-Treene-Niederung. Aufgrund der ehemals regelmäßigen Überschwemmungen der Eider wurde das Dorfzentrum auf Wurten errichtet. Der Untergrund sorgt auch heute noch dafür, dass gelegentlich Häuser absacken.
Schlichting ist über die Landesstraße 302 erreichbar, der nächste überregionale Bahnhof liegt in Heide.
Die Gemeinde gliedert sich in die Teile Schlichting, Schlichtingermoor, Schlichtinger Neuerkoog, Hauberg und Buttermilchskrug.

## Geschichte
1544 wurde das erste Mal eine eigenständige Kirche für den Ort erwähnt.
Die heutige Sankt-Rochus-Kirche wurde nach 1670 gebaut, der größte Teil der Ausstattung stammt aus den Jahren 1700 bis 1730. Sie befindet sich inmitten des Dorfes auf einer Wurt. Die Kirche ist das einzige Objekt auf der Liste des Kulturdenkmals in Schlichting.
Am 1. April 1934 wurde die Kirchspielslandgemeinde Hennstedt aufgelöst. Alle ihre Dorfschaften, Dorfgemeinden und Bauerschaften wurden zu selbständigen Gemeinden/Landgemeinden, so auch Schlichting.

## Politik

### Gemeindevertretung
Bei der Kommunalwahl am 14. Mai 2023 wurden insgesamt neun Sitze vergeben. Diese fielen erneut alle an die Allgemeine Wählergemeinschaft Schlichting. Die Wahlbeteiligung betrug 64,7 %.

### Wappen
Blasonierung: „In Silber über grünem Wellenschildfuß eine rote Kirche mit schwarzer Wetterfahne, rechts und links begleitet von je einem grünsten Rohrkolben mit schwarzem Kolben, darüber ein schwebender blauer Wellenbalken.“

## Religion
Die Kirchengemeinde Schlichting ist die kleinste im Kreis.

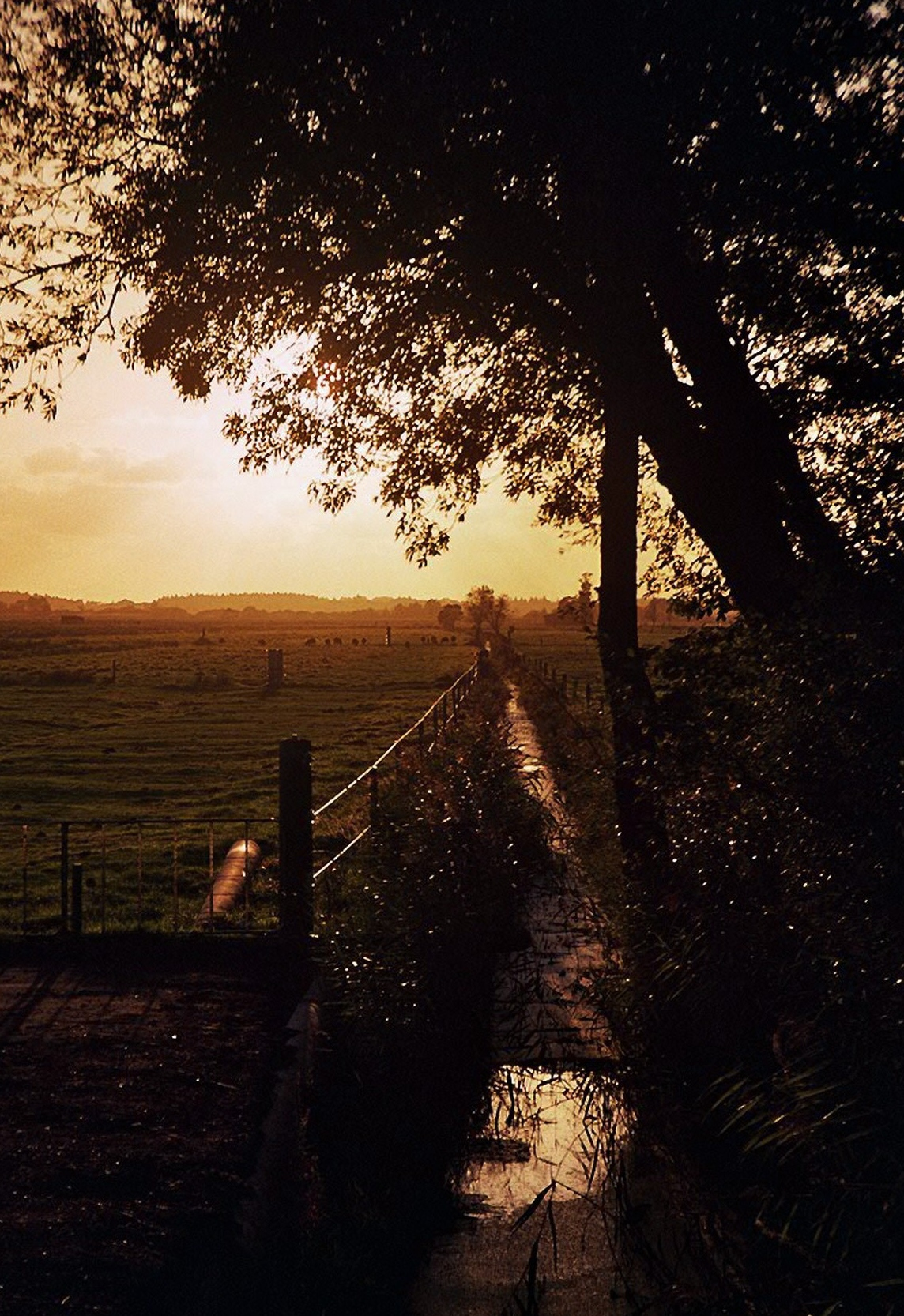
Blick in die Niederung vom Ortszentrum aus
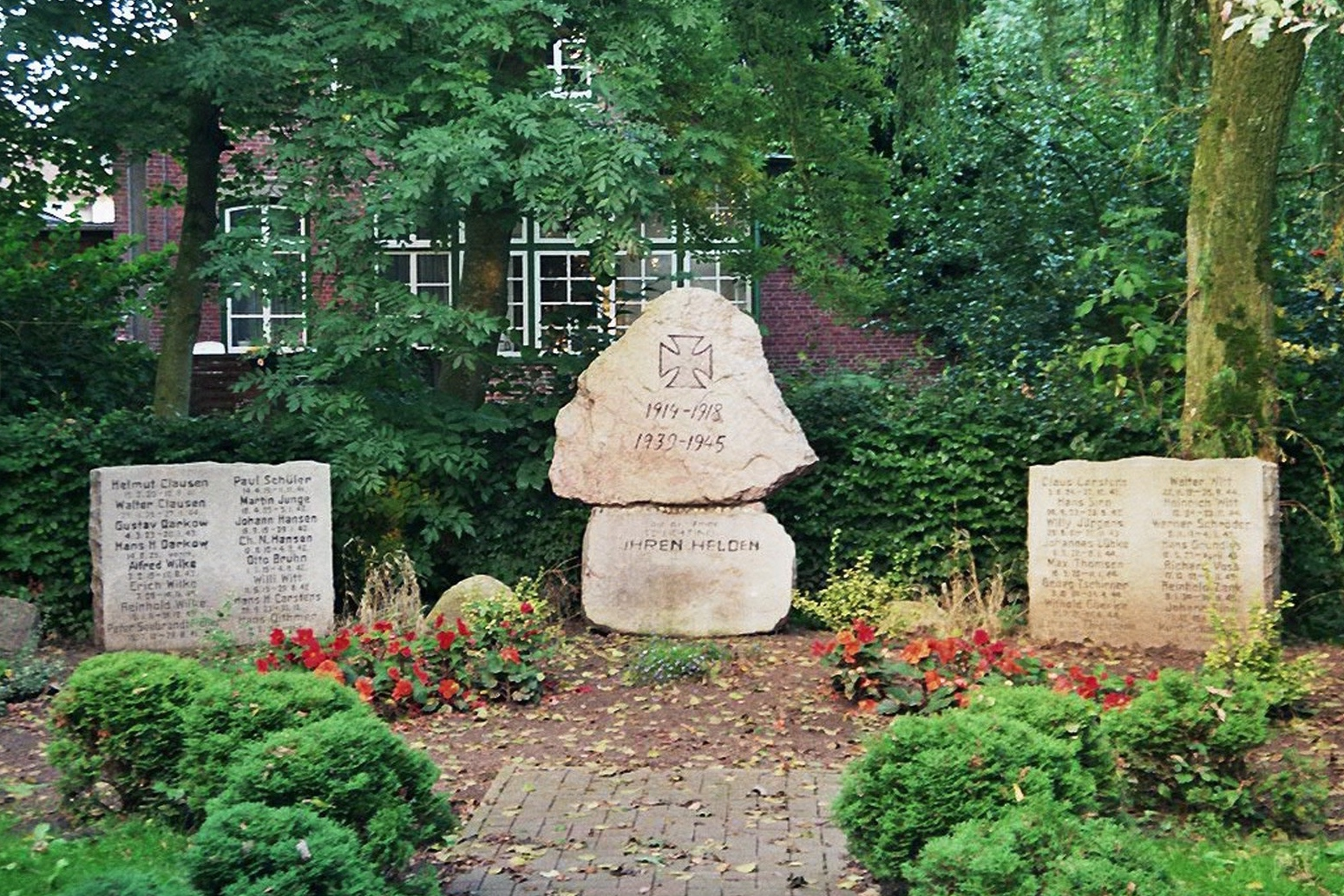
Ehrenmal für die Gefallenen der beiden Weltkriege